# Krav Boca
Krav Boca est un groupe indépendant de punk-rap français, grec et marocain, formé à Toulouse en 2014. 
Composée de huit membres, la formation compte deux chanteurs, un mandoliniste, un batteur, une ingénieur du son et deux performers ,, (pyrotechnie , disqueuse et cerceau aérien). Sur scène, les membres du groupe apparaissent cagoulés, maquillés et costumés.
Proche du mouvement punk et attaché à un mode de fonctionnement do it yourself, le groupe se produit dans le monde entier, autant dans les squats que dans les grands festivals . Une des devises du groupe est : « No Racism, No Sexism, No Homophobia ». Le nom « Krav Boca » est un jeu de mots faisant référence au sport de combat Krav Maga et au terme « boca » (« bouche » en espagnol), signe de l’importance accordée aux textes dans l’univers du groupe.

## Biographie
Dès la sortie de son premier EP autoproduit (Sanatorium), le groupe monte sa première tournée dans les squats grecs en 2015. Un voyage fondateur pour Krav Boca qui fera des concerts sauvages l’une de ses marques de fabrique, comme l'explique le groupe dans un portrait qui lui est consacré : « Quand nous sommes arrivés à Agrinio pour notre premier concert en Grèce, ça a été comme une révélation. Les gens du squat Apertus nous ont accueillis instantanément comme des frères. » Lors de ce concert dans la ville d'Agrinio (Αγρίνιο), le public jette ses canettes de bières vides sur le groupe pour manifester son enthousiasme, coutume propre au milieu punk grec depuis le début des années 1980. De retour en France, le groupe compose le morceau « Canette » en guise d’hommage et invite le public à faire de même dans tous les pays où il se produit ,.
Avec ce titre en tant que morceau phare, le groupe sort son second album Canette (à la Mer) en septembre 2017 . Les tournées se multiplient à l’étranger, en particulier dans les squats et les centres sociaux en Italie, en Espagne, au Pays basque, au Portugal, en Suisse, en Allemagne, en Grèce, etc. Sur les routes, le groupe revendique son attachement à la politique du prix libre sur ses albums, t-shirts et produits dérivés.
En janvier 2019, Krav Boca sort son troisième album Marée Noire . Le rythme des concerts à l’international s’intensifie. En septembre 2019, le groupe se produit pour la première fois hors d’Europe lors du festival L’Boulevard (لبولفار ) à Casablanca . En parallèle, le groupe lance le fanzine Karton  qui met en avant les groupes, les initiatives et les expériences autogérés en Europe et à l'international.
Le 1er mai 2020, pendant la période de confinement due à la propagation du virus Covid-19, le groupe annonce sur son site internet la sortie de son quatrième album studio City Hackers en téléchargement libre et gratuit. Un album dédié entre autres au personnel soignant et aux travailleurs en première ligne. La même année, ils créent le label indépendant Boca Records.
Le 14 février 2021, le groupe annonce la sortie de son cinquième album Barrikade en téléchargement libre et gratuit. Un album dédié entre autres aux "passionné.es de musique, lieux alternatifs, adeptes de la fête libre, squats, petites associations locales, assoiffée.s de liberté...". Le disque compte notamment des featurings avec le groupe parisien Brigada Flores Magon ("Ultra") et le groupe italien Call The Cops ("Krav The Cops"). Le projet est classé dans le "Top 10 des meilleurs albums de l'année 2021" par plusieurs magazines en France comme à l'étranger ,,. 
Le 20 mars 2022, Krav Boca met en ligne son sixième album Pirate Party toujours en téléchargement libre et gratuit. Un projet cette fois-ci dédié à "la fête libre et à tous les événements do it yourself". Comme d'habitude, de nombreux invités collaborent en featuring dont le groupe d'Athènes Rationalistas ("Athens Calling, Athens Burning") ou le jeune rappeur prometteur de Serrès Sponty ("Signal").

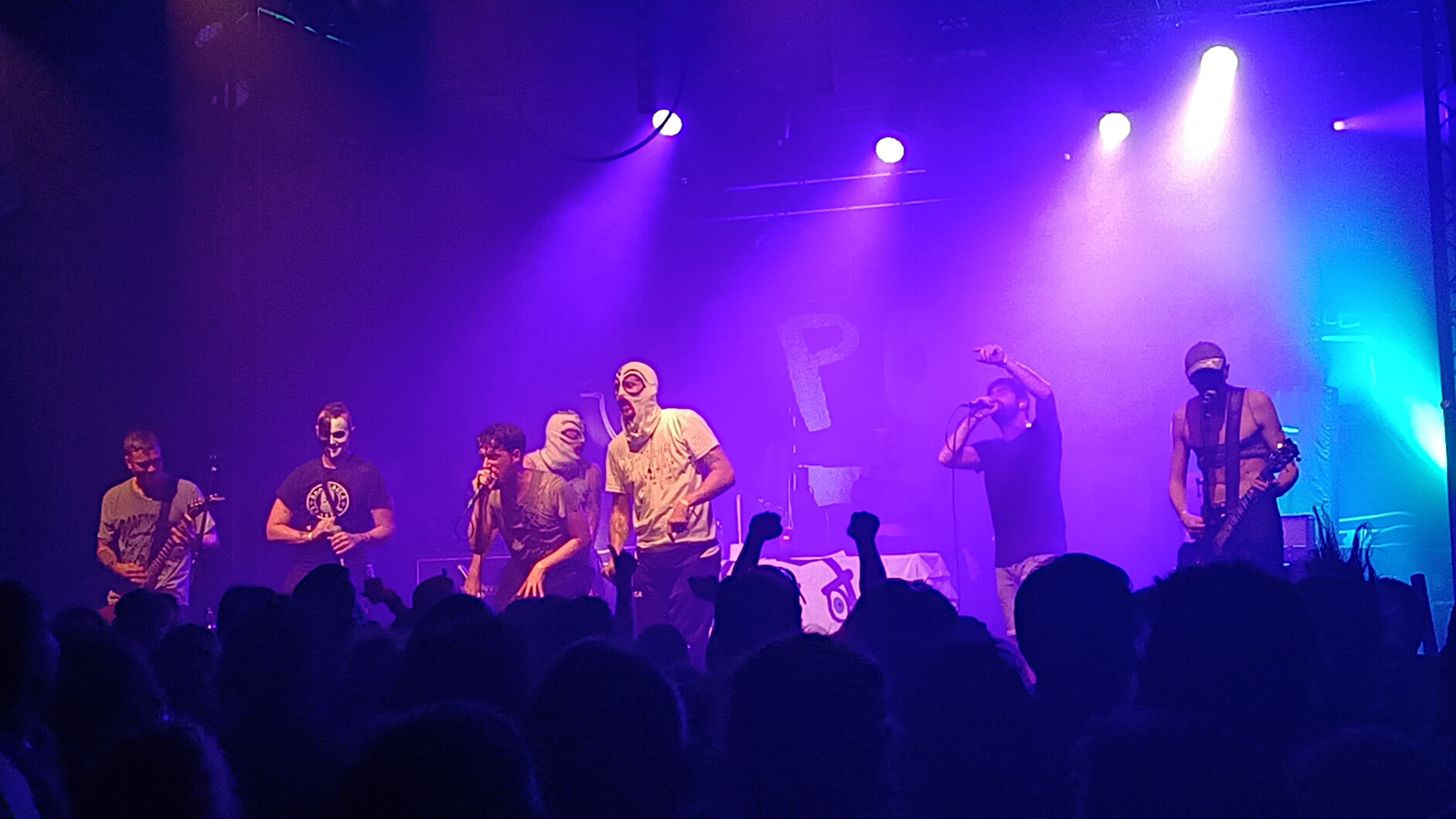
Les groupes Krav Boca et Poesie Zero sur scène en 2024.

Entre novembre 2022 et mai 2023, le groupe s'essaie à un nouveau concept de double EP surprise dont l'univers graphique et musical est résolument complémentaire. Deux EP rap 3 titres, toujours diffusés gratuitement via leur label Boca Records, le premier 6PM en collaboration avec Sponty et le second avec la rappeuse grecque 0-100 Σειρένε.
En octobre 2024, le groupe publie son septième album Heretic et entame une tournée en collaboration avec Poesie Zero.

## Festival
En 2023, le groupe crée son propre événement annuel, le "Underdogs Festival" (en référence à son morceau "Underdogs") , mettant en avant la scène musicale internationale punk, rap, et Do It Yourself. Le festival est itinérant, il a lieu chaque année dans une ville et dans un pays différent, en collaboration avec une association locale.
Tous les bénéfices du festival sont reversés à une cause choisie par le groupe, sous la forme d'une caisse de solidarité internationale, le plus souvent en aide aux réfugiés. Après une édition à Paris en janvier 2024 (avec le groupe de rap grec Dio Miden Dio Miden, 0-100 σειρένε, Trholz...), le groupe annonce l'organisation d'une 2e édition à Amsterdam, le 12 avril 2024 (avec Penny, Sponty, Simadi, Skalpel, Djamhellvice...)[réf. nécessaire].

## Filmographie
A la fin des Nuits (When the nights End) ,, est un documentaire paru en 2021, réalisé par Camille Garcia-Rennes, Erwan Lansonneur et Krav Boca.
Le film retrace l'épopée du groupe lors de ses tournées internationales tout au long de l'année 2019. De la France à la Grèce, en passant par la Suisse, l'Italie et le Maroc, le documentaire propose une immersion au cœur de la scène musicale DIY. Cette aventure se déroule dans l'intimité du groupe, au cœur de ses questionnements, de ses remises en question et de ses doutes. 
Co-réalisé par Krav Boca, le long-métrage rend hommage au réseau autogéré de la scène musicale alternative dans toute sa diversité : squats en Grèce, refuge pour animaux en Italie (Agripunk), concerts improvisés dans la rue (Pirate Punx à Marseille), et festivals internationaux à vocation militante (L'Boulevard à Casablanca).
Le 18 juin 2023, le groupe met en ligne l'intégralité du documentaire en accès libre et gratuit sur sa chaîne Youtube, le film est sous-titré en 9 langues : anglais, allemand, grec, italien, espagnol, polonais, hongrois, russe et roumain. 

## EP et singles
- 2024 : 1312 (avec Poesie Zero)
- 2024 : Wesh la Fraude (avec Joey Glüten)